# Bedero Valcuvia
Bedero Valcuvia es un municipio italiano de la provincia de Varese, región de Lombardía, con 631 habitantes.

## Evolución demográfica
| Gráfica de evolución demográfica de Bedero Valcuvia entre 1861 y 2008 |
|                                                                       |
| Fuente ISTAT - elaboración gráfica de Wikipedia                       |